# Dolores (ort i Honduras, Departamento de Ocotepeque)
Dolores är en ort i Honduras.   Den ligger i departementet Departamento de Ocotepeque, i den västra delen av landet, 210 km väster om huvudstaden Tegucigalpa. Dolores ligger 1 650 meter över havet och antalet invånare är 2 086.
Terrängen runt Dolores är lite bergig. Runt Dolores är det ganska tätbefolkat, med 54 invånare per kvadratkilometer. Närmaste större samhälle är Nueva Ocotepeque, 13,2 km sydväst om Dolores. 